# Kesselwandspitze
De Kesselwandspitze is een 3414 meter hoge berg in de Ötztaler Alpen in het Oostenrijkse Tirol.
De berg ligt in de Weißkam, boven de gletsjers Kesselwandferner en Guslarferner. Een klim naar de top is mogelijk vanaf het Brandenburger Haus over de Kesselwandferner en de Oberer en de Unterer Guslarjoch. Een alternatief voor deze anderhalf uur durende gletsjertocht is om de Oberer en Unterer Guslarjoch te bereiken over de Guslarferner vanaf de Vernagthütte. De laatste tocht neemt ongeveer twee uur in beslag.
De top werd voor het eerst bedwongen door Theodor Harpprecht en de berggids Josef Schnell op 13 augustus 1869.